# Pigen der ville ned på jorden
|  | Denne artikel er oprettet af botten Steenthbot ud fra en ekstern database. Den kan derfor have sproglige fejl eller mangler. Denne skabelon kan fjernes efter kontrol af indholdet. |

Pigen der ville ned på jorden er en dansk filmskolefilm fra 2007 instrueret af Nikolaj B. Feifer og efter manuskript af Rasmus Fabricius.

## Medvirkende
- Maria Westergaard
- Laus Høybye
- Mette Døssing
- Baard Owe